# ポートイザベル

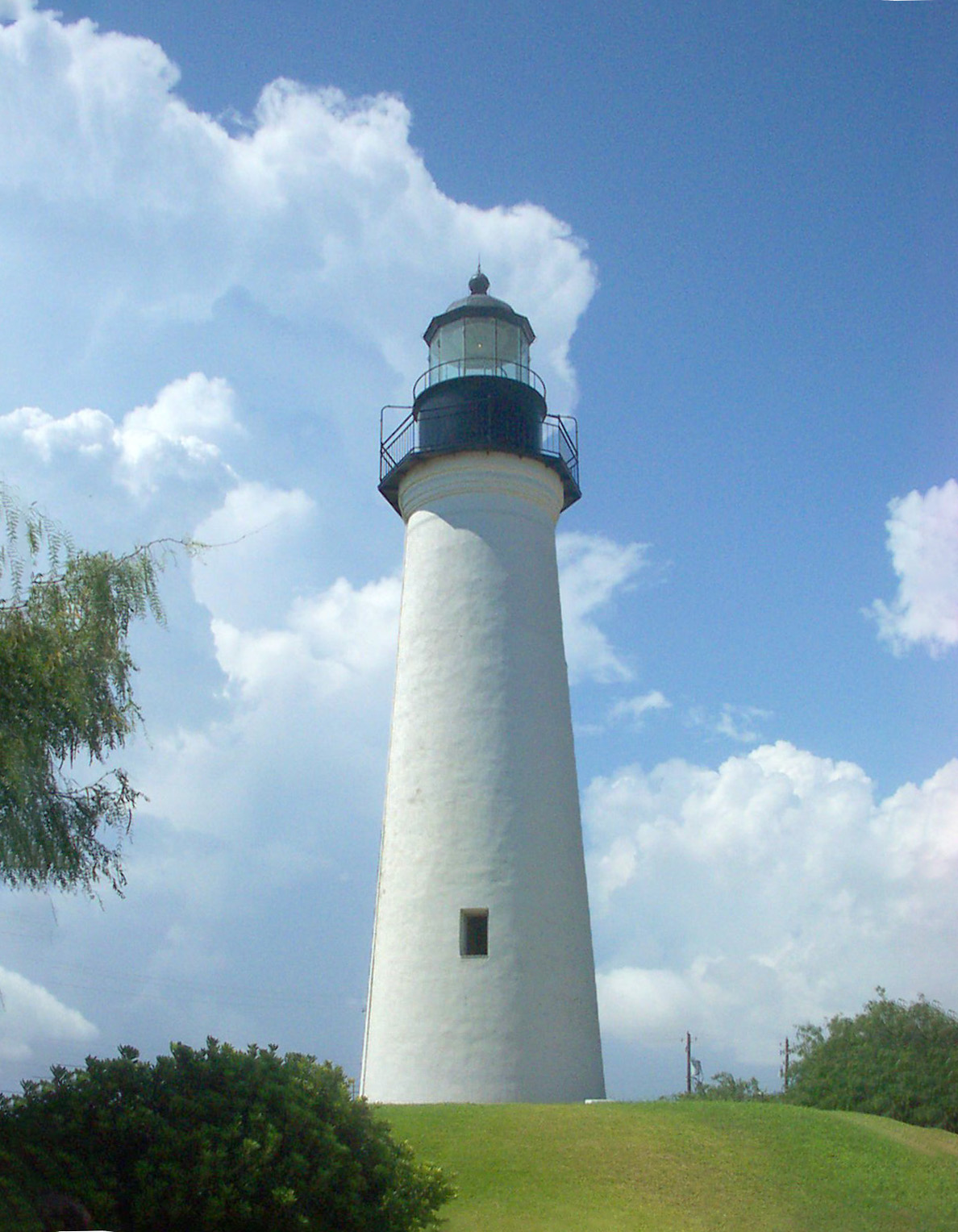
ポートイザベル灯台

ポートイザベル（Port Isabel）は、アメリカ合衆国テキサス州のキャメロン郡にある都市。人口は5,028人（2020年）。郡庁所在地ブラウンズビルの北東37キロメートル、マドレ湖の南に位置する。
ブラウンズビル・ハーリンジェン・レイモンドビル合同統計地域およびマタモロス・ブラウンズビル都市圏に含まれる。

## 歴史
メキシコ独立革命後に作られた町で、南北戦争前には綿花の重要な輸出港となっていた。南北戦争中は町や港、灯台をめぐって争われた。
1967年9月と2008年7月23日にハリケーンにより大きな被害を受けた。

## 地理

キャメロン郡内の位置

アメリカ合衆国国勢調査局によると、ポートイザベルの面積は13.7平方マイル（35.4 km2）で、うち6.7平方マイル（17.4 km2）が陸地、6.9平方マイル（18.0 km2）または50.94%が水域である。